# Illa de Côn Sơn

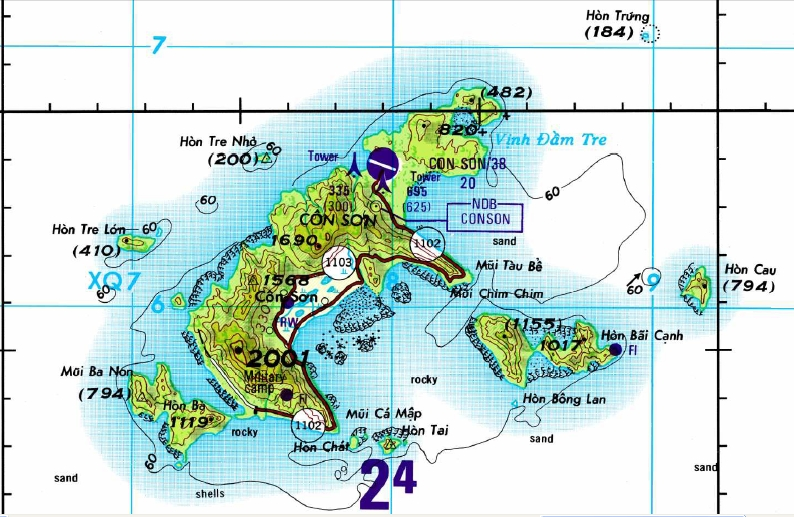
Plànol de l'illa i el seu arxipèlag

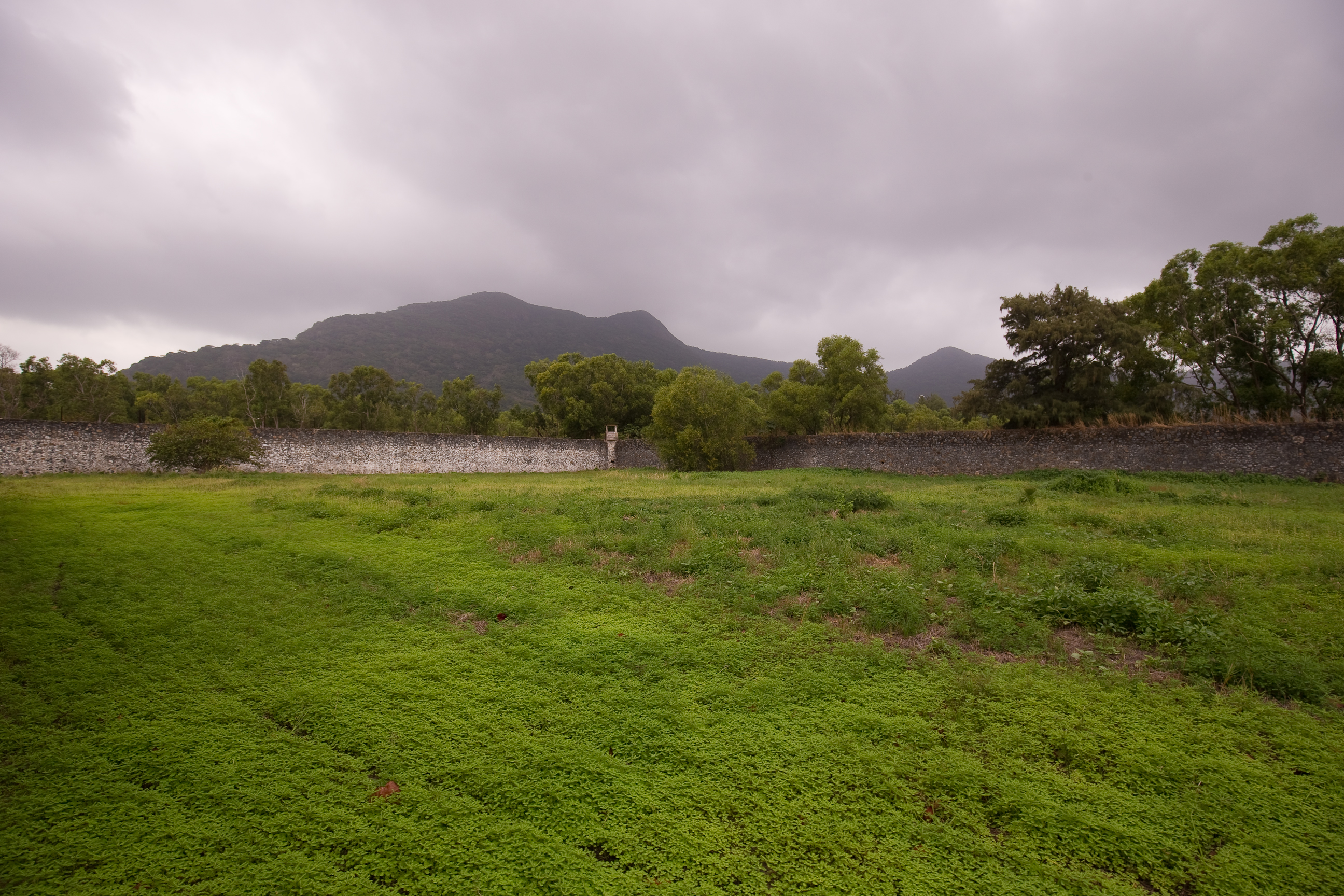
Presó de Côn Đảo

Côn Sơn, també coneguda com a Côn Lôn, és l'illa més gran de l'arxipèlag Côn Đảo al sud del Vietnam.
Té 51,52 km² i està habitada per unes 4.000 persones. Es troba al Mar de la Xina Meridional.

## Altres noms
En francès hi ha la variant Grande-Condore. Marco Polo menciona l'illa amb el nom de Sondur i Condur. En la Geografia de Ptolemeu, se'n diu Illes dels Sàtirs.

## Història
El 1702, l'English East India Company fundà un assentament en aquesta illa anomenat Pulo Condore. El 1705 va ser destruït.
El 1787, pel Tractat de Versailles, Nguyễn Ánh (el futur Emperador Gia Long) va prometre cedir Poulo Condor a França.
El 1861, el govern colonial francès fundà la Presó de Côn Đảo per a presoners polítics. Entre els presoners s'inclou Phạm Văn Đồng i Lê Đức Thọ.
Durant la Guerra del Vietnam, es van torturar els presoners.
La presó de l'illa de Côn Sơn va ser tancada l'any 1975, però posteriorement va ser reoberta
La revelació de les condicions d'aquesta presó va afegir oposició a la Guerra del Vietnam entre els estatunidencs.

## Clima
Té un clima tropical amb poca variació estacional de les temperatures, el més mnys fred fa 25 °C i el més càlid 28 °C. la pluviometria total anual és de 2.100 litres amb una estació seca que va des de desembre a abril